# Nora Zoglauer
Nora Zoglauer (* 16. März 1977 in Wien) ist eine österreichische Fernsehjournalistin.

## Leben und Karriere
Nora Zoglauer besuchte die Rudolf-Steiner Schule in Wien und studierte nach der Matura Soziologie,  Gender Studies und Geschichte an der Universität Wien. 
Für ihre Diplomarbeit mit dem Titel: „Konstruktion Menopause-Gendered Methaphors: Vergeschlechtliche Analogien in den Naturwissenschaften. Endokrinologie und der HRT-Diskurs in den Österreichischen Printmedien“, wurde sie mit dem Dr. Maria Schaumayer-Stiftungspreis, zur Unterstützung von Frauenkarrieren ausgezeichnet.
Ihre journalistische Karriere im ORF begann sie im Jahr 2005 als Wissenschaftsredakteurin bei Ö1. 2007 wechselte sie zum Fernsehen und gestaltete Beiträge für die ORF-Sendungen Bürgeranwalt und Am Schauplatz Gericht.
Seit 2012 ist sie Reporterin und Gestalterin bei der Fernsehsendung Am Schauplatz. 
Seit März 2015 ist sie außerdem als Gleichstellungsbeauftragte für den Bereich ORF Fernseh- und Radio Programm tätig.
Viel Aufmerksamkeit hat Zoglauer vor allem mit ihren Berichte über Spekulation mit Bodenfläche erregt.  Für ihre journalistischen Arbeiten zu Gleichstellungsthemen wurde Zoglauer mehrfach ausgezeichnet.

## Preise
- 2017: Claus Gatterer Preis, für ihre Reportage „Weder Frau noch Mann“[4]
- 2023: Prälat-Leopold Ungar Preis in der Kategorie TV, für ihren Beitrag in der Sendung Am Schauplatz „Weiblich, obdachlos, unsichtbar“[5]
- 2025: Robert Hochner Preis für Berichte in der Sendereihe „Am Schauplatz“ über fragwürdige Immobiliengeschäfte[6]